# Dianthidium macrurum
Dianthidium macrurum är en biart som beskrevs av Cockerell 1913. Dianthidium macrurum ingår i släktet Dianthidium och familjen buksamlarbin. Inga underarter finns listade i Catalogue of Life.